# Championnat de république démocratique du Congo de football de deuxième division 2019-2020
Navigation
Ligue 2 2018-2019 Ligue 2 2020-2021
La saison 2019-2020 du Championnat de république démocratique du Congo de football D2 est la deuxième édition de la seconde division en république démocratique du Congo et la deuxième sous l'appellation « Ligue 2 ». Le championnat  de football de la République démocratique du Congo D2, est une compétition annuelle de football disputée par les clubs congolais amateurs et organisée par la Linafoot. Cette compétition d'envergure nationale, créée en 2018, a néanmoins du mal à s'imposer dans un pays aussi vaste, où les championnats locaux et provinciaux, à l’instar de l’Epfkin (Entente provinciale de football de Kinshasa), restent extrêmement populaires.
La première phase régionale comporte trois poules :
Pour la saison 2020-2021, il y a :
- Zone de Ouest : 20 clubs,1 promu et 4 relégués
- Zone de Est : 20 clubs, 1 promu et 4 relégués
- Zone de Centre-Sud : 20 clubs, 1 promu et 3 relégués

La phase finale se dispute entre les six vainqueurs de chaque zone dans leurs zones respectives (dans une même ville).

## Clubs Participants
La 2e édition débute le 15 septembre 2019
L’équipe qui remporte le championnat de la zone de développement Est est directement qualifiée pour la ligue 1.
| Club                            | Ville     |
| ------------------------------- | --------- |
| FC Étoile du Kivu               | Bukavu    |
| CS El Dorado                    | Bunia     |
| AS Maika                        | Uvira     |
| AC Capaco Beni                  | Beni      |
| AS Mapenzi                      | Mpangi    |
| DC Virunga                      | Goma      |
| AS Kabasha relégué de Ligue 1   | Goma      |
| OC Muungano relégué de Ligue 1  | Bukavu    |
| FC Mont Bleu relégué de Ligue 1 | Bunia     |
| CS Makiso promu                 | Kisangani |
| TS Malekesa promu               | Kisangani |
| FC Kadev promu de D3            |           |
| FC Kasindi Sport promu de D3    | Kasindi   |
| OC Dynamique promu de D3        | Kindu     |
| AS Nika promu de D3             | Kisangani |
| FC Vivi promu de D3             | Uvira     |

| Club                   | Ville             |
| ---------------------- | ----------------- |
| Blessing Football Club | Kolwezi           |
| FC Océan Pacifique     | Mbujimayi         |
| US Tshinkunku          | Kananga           |
| AS New Soger           | Lubumbashi        |
| AC Kananga             | Kananga           |
| US Panda               | Likasi            |
| FC Étoile Jaune        | Lubumbashi        |
| AS Kilimandjaro        | Kilimandjaro (en) |
| FC Jolie Site          | Lubumbashi        |
| AS Bantous             | Mbujimayi         |
| AS Saint-Luc           | Kananga           |
| CS Manika              | Kolwezi           |
| FC Mutoshi             |                   |
| RC Fontshi             |                   |

| Club                      | Ville     |
| ------------------------- | --------- |
| AS Dragons                | Kinshasa  |
| MK Étanchéité             | Kinshasa  |
| TP Molunge                | Mbandaka  |
| FC Nord Sport             | Matadi    |
| AC Kuya Sport promu de D3 | Kinshasa  |
| AS Momekano               | Bandundu  |
| AC Les Aiglons            | Kinshasa  |
| AC Real de Kin            | Kinshasa  |
| AS Veti Club              | Matadi    |
| FC Heaven                 | Matadi    |
| FC Makila Mabe            | Kikwit    |
| TP Mazembe                | Kasangulu |
| JS Tshangu                | Kinshasa  |
| FC Nkungu Pemba           | Kikwit    |
| OC Saint-Hyppolite        | Bandundu  |
| AC Dibumba                | Tshikapa  |

## Compétition

### Classement

#### Zone Centre Sud
| Rang | Équipe             | Pts | J  | G  | N | P | Bp | Bc | Diff |
| ---- | ------------------ | --- | -- | -- | - | - | -- | -- | ---- |
| 1    | Blessing FC        | 37  | 17 | 10 | 3 | 2 | 34 | 21 | +13  |
| 2    | US Panda P         | 32  | 16 | 9  | 5 | 2 | 25 | 6  | +19  |
| 3    | SC Etoile Jaune P  | 28  | 15 | 7  | 4 | 4 | 24 | 14 | +10  |
| 4    | CS Manika          | 23  | 15 | 6  | 5 | 2 | 22 | 12 | +10  |
| 5    | AS Kilimandaro     | 20  | 15 | 5  | 5 | 5 | 16 | 13 | +3   |
| 6    | FC Océan Pacifique | 20  | 17 | 5  | 5 | 5 | 21 | 20 | +1   |
| 7    | AC Kananga P       | 18  | 15 | 5  | 3 | 4 | 13 | 13 | 0    |
| 8    | FC Mutoshi         | 17  | 15 | 5  | 2 | 8 | 16 | 24 | -8   |
| 9    | FC Joli SiteP      | 16  | 15 | 4  | 4 | 3 | 11 | 17 | -6   |
| 10   | US Tshinkunku      | 14  | 16 | 3  | 5 | 5 | 12 | 21 | -9   |
| 11   | AS Bantous         | 10  | 7  | 2  | 4 | 3 | 8  | 7  | +1   |
| 12   | AS New Soger       | 10  | 15 | 1  | 7 | 3 | 10 | 14 | -4   |
| 13   | AS Saint-Luc       | 3   | 5  | 0  | 3 | 2 | 3  | 7  | -4   |
| 14   | RC Fontshi         | 0   | 8  | 0  | 0 | 8 | 6  | 30 | -24  |

Qualifications africaines
Promotion en Ligue 1 2020-2021
- 1er : P
- P : Promus des ligues provinciales

### Interruption prématurée
En raison de la pandémie de Covid-19, la Linafoot et la FECOFA décident d'arrêter toutes les activités de football dans le pays et d'arrêter les championnats.